# Han van Konijnenburg-van Cittert
Johanna H. A. van Konijnenburg-van Cittert (Han, Utrecht, 1943) is een Nederlandse paleobotanica. Ze was van 2003 tot 2013 bijzonder hoogleraar prekwartaire paleobotanie aan de Universiteit Leiden en is gastonderzoeker bij het Laboratorium voor Palaeobotanie en Palynologie van de Universiteit Utrecht en het Nationaal Herbarium Nederland in Leiden.

## Levensloop
Han van Konijnenburg-van Cittert werd in 1943 geboren als dochter van de natuurkundigen en wetenschapshistorici Pieter Hendrik van Cittert en Johanna Geertruida van Cittert-Eymers. Ze studeerde van 1961 tot 1967 biologie aan de Rijksuniversiteit Utrecht en promoveerde daar in 1970 bij professor F. P. Jonker op het proefschrift In situ gymnosperm pollen from the Middle Jurassic of Yorkshire. Ze zette haar onderzoek in Utrecht voort naast betrekkingen als lerares anatomie, fysiologie en erfelijkheidsleer aan een opleiding voor verpleegkundigen en biologie in het middelbaar onderwijs. In 2003 werd ze benoemd tot hoogleraar in de paleobotanie aan de Universiteit Leiden en medewerker van het Nationaal Herbarium. Met Hans-Joachim Schweitzer beschreef ze de fossiele flora van Jura en Trias uit Iran en Afghanistan. Daarnaast onderzocht ze de massale uitsterving aan het einde van het Perm en de flora van het Trias in Midden-Europa en Noord-Italië (Anisien, Ladinien van de Dolomieten, Carnien van de Bergamasker Alpen). 
Ze werkte samen met onder anderen Evelyn Kustatscher - samen beschreven ze een aantal soorten voor het eerst, zoals Asterotheca thalensis (familie Marattiaceae), de palmvaren Bjuvia thalensis Kustatscher & Van Konijnenburg-van Cittert 2010, Phlebopteris fiemmensis Kustatscher, Dellantonio & Van Konijnenburg-van Cittert 2014 (familie Matoniaceae), Chiropteris monteagnellii Kustatscher, Dellantonio & Van Konijnenburg-van Cittert 2014 (familie Dipteridaceae, Ginkgoaceae?) en Cladophlebis ladinica Kustatscher, Dellantonio & Van Konijnenburg-van Cittert 2014 (orde Filicales).
Ze is sinds 1985 Fellow van de Linnean Society of London en redacteur van de tijdschriften Acta Palaeobotanica (Krakau, sinds 2000) en was redactielid van Review of Palaeobotany and Palynology, Scripta geologica en Neues Jahrbuch für Geologie und Paläontologie.
Deels met steun van de Koninklijke Academie van Wetenschappen stimuleerde ze in de jaren 1990 het vak paleobotanie in Polen, Hongarije en Roemenië.

## Prijzen
- 1999: Remy and Remy Award (met Klaus-Peter Kelber), Paleobotanical Section, The Botanical Society of America[4]
- 2009: Netherlands Journal for Geology publicatieprijs voor het artikel van Abbink et al., 2004

## Publicaties
Onder meer
- 1970: In situ gymnosperm pollen from the middle Jurassic of Yorkshire, proefschrift Utrecht
- 1991: met Clement-Westerhof, J.A.: New data on the fertile organs -especially the ovuliferous cones- leading to a revised concept of the Cheirolepidiaceae, Rev. Palaeobot. Palynol. 68, 147-179
- 1998: met Kelber, Klaus-Peter: Equisetites arenaceus from the Upper Triassic of Germany with evidence for reproductive strategies, Review of Palaeobotany and Palynology, 100(1998), 1-26
- 1999: met Morgans, H. S.: The Jurassic flora of Yorkshire, London, Palaeontological Association. Field guides to fossils no. 8.
- 2001: met Looy, C.V., Visscher, H. en Dilcher, D.L.: Life in the end-Permian dead zone, PNAS (Proceedings National Academy of Sciences USA) 98 (14)7879-7883
- 2002: Ecology of some Jurassic ferns in Eurasia, Rev. Palaeobot. Palynol. 199, 113-124
- 2004: Fossiele planten: voer voor Dino's?, Universiteit Leiden
  - met Abbink, O.A., van der Zwan, C. J. en Visscher, H.: A Sporomorph Ecogroup Model for the Northwest European Upper Jurassic – Lower Cretaceous II: Application to an exploration well from the Dutch North Sea, Neth. J. of Geology/Geologie en Mijnbouw 83(2) 2004, 81-92
  - met Visscher, H., Looy, Cindy V., Collinson, Margaret E., Brinkhuis, Henk, Kürschner, Wolfram M. en Sephton, Mark A.: Environmental Mutagenesis during the End Permian Ecological Crisis, PNAS (Proceedings National Academy of Sciences USA) 101, 12952-12956
- 2005: met Looy, C.V., Collinson, M.E., en Visscher, H.: The ultrastructure and botanical affinity of end-Permian spore tetrads, Int. J. Plant Sciences 166(5), 875-887
- 2006: met Brinkhuis, H. Schouten, S. et al.: Episodic fresh surface waters in the Eocene Arctic Ocean, Nature 441(2006), 606-609
  - met Wachtler, M. en Kustatscher, E.: Pteridophytes from the Anisian locality Kühwiesenkopf (Dolomites, Northern Italy), Palaeontology 49(5), 943-968
- 2008: The Jurassic fossil plant record of the UK area, Proceedings of the Geologists’ Association, 119, 1-14
- 2009: met Schweitzer, H.-J., Schweitzer, U., Kirchner, M., Van der Burgh, J. en Ashraf, R.A.: The Rhaeto-Jurassic flora of Iran and Afghanistan. 14. Pterophyta – Leptosporangiatae. Palaeontographica Abt. B. 279, pts 1-6 p. 1-108, 50 plates
  - met Bosma, H.F., van der Ham, R.W.J.M., van Amerom, H.W.J. en Hartkopf-Froeder, C.: Conifers from the Santonian of Limburg, the Netherlands. Cretaceous Research  30(2), 483-495
  - met Booi, M. en van Waveren, I.M.: The Jambi gigantopterids and their place in gigantopterid classification, Bot. J. Lin. Soc. 161(3), 302-328
- 2010: met Kustatscher, E.: Seed ferns and cycadophytes from the Triassic flora of Thale (Germany), Neues Jahrbuch für Geologie und Paläontologie, 258(2), 195-217
- 2011: met Kustatscher, E.: The Ferns from the Triassic Flora of Thale (Germany), Neues Jahrbuch der Geologie und Paläontologie Abhandlungen 261(2011), 209‒248
  - met Kustatscher, E. en Pott, C.: A contribution to the knowledge of the Triassic fern genus Symopteris, Review of Palaeobotany and Palynology 165(2011), 41-60